# Sherlock Holmes (seriál, 1984)
Sherlock Holmes je televizní seriál o proslulém detektivovi, kterou vyrobila britská televizní společnost Granada Television mezi lety 1984 a 1994. V prvních dvou sezónách měl cyklus podtitul The Adventures of Sherlock Holmes. Série, v níž hrál slavného detektiva Jeremy Brett, byla poprvé vysílána v programu televize ITV ve Velké Británii. Jeho zobrazení je stále velmi populární, a je často označované jako konečná a nejlepší filmová verze Sherlocka Holmese.

## Nové zpracování
Kromě toho, Holmesův věrný přítel a společník Dr. Watson je pečlivě vylíčen jako normální, vcelku inteligentní muž, který však pochopitelně nechápe Holmesovy myšlenkové postupy při vyšetřování, na rozdíl od minulých zpracování, kde býval líčen jako muž téměř podprůměrné inteligence bez špetky důvtipu. Zpočátku hrál Watsona David Burke, který dříve hrál padoucha v adaptaci "The Adventure of Coronet Beryl" pro BBC sérii z r. 1965, s Douglasem Wilmerem a Nigelem Stockem v hlavních rolích. Burke se objevil v první řadě, než seriál opustil, kvůli pozvání ke vstupu do Royal Shakespeare Company. Byl tedy nahrazený Edwardem Hardwickem, který hrál Watsona pro zbytek cyklu. Z celkového počtu 60 příběhů o Holmesovi napsaných Sirem Arthurem Conanem Doylem, 42 bylo zpracováno v řadě 36 hodinových epizod a pět jako celovečerní speciály.
Série byla původně produkována Michaelem Coxem. Scenárista byl John Hawkesworth, který psal mnohé epizody. Mezi další autory přispívající ke scénářům patří Alexander Baron, Jeremy Paul, TR Bowen a Alan Plater. Venkovní replika Baker Street byla postavena v ateliérech Tv Granada v Quay Street v Manchesteru, kde později tvořila ústřední část Granada Studios Tour – atrakce pro turisty do uzavření v roce 1999.

## Herecké obsazení
Kromě Jeremyho Bretta, Davida Burka a Edvarda Hardwicka, hrála významnou roli Rosalie Williams jako hospodyně paní Hudsonová a Colin Jeavons jako inspektor Lestrade ze Scotland Yardu. Také se v několika epizodách objevil Charles Gray jako Holmesův bratr Mycroft Holmes, a Eric Porter, který vylíčil profesora Moriartyho v druhé sérii Holmesových dobrodružství. Roli sluhy Joa Barnese, který se vydává za lady Beatrice v epizodě The Adventure of Shoscombe Old Place z roku 1991, hrál Jude Law, který hrál Dr. Watsona v roce 2009 ve filmu Sherlock Holmes a v jeho pokračování z r. 2011 – Sherlock Holmes: A Game of Shadows.

## Předčasný konec
Série skončila z důvodu smrti představitele Holmese ve věku 61 let, způsobené srdečním selháním v roce 1995. Bylo nicméně předem předvídáno, že vážně nemocný Jeremy Brett, který se během natáčení závěrečném běhu série, The Memoairs of Sherlock Holmes, dokonce zhroutil během natáčení jedné epizody, se sérií přestane.

## K vysílání
Řada představuje možná nejvěrnější televizní úpravu příběhů o Sherlocku Holmesovi. Jediným odchýlením se od původních příběhů bylo opuštění Holmesova kokainového návyku v epizodě "The Devil Foot" (Ďáblovo kopyto), které bylo schváleno dcerou Arthura Conana Doyla na osobní žádost Jeremyho Bretta, poté, co bylo zjištěno, že série má ze značné části dětské publikum. Nicméně, série byla velmi chválena pro své herecké obsazení, zachovanou věrnost k původnímu konceptu Doyla v charakterizaci Watsona, s přihlédnutím k jejím nevysokým výrobním nákladům a pozornosti věnované detailům.
Stejně jako vysílání ITV ve Velké Británii, byla série populární i v zahraničí a to zejména v USA, kde byly epizody vysílány na stanici PBS. Později získala řada financování v koprodukci se společností "Boston PBS broadcaster WGBH". Seriál byl vysílán na televizních stanicích Disney Channel a A & E Network v USA, a CBC v Kanadě. Ve Velké Británii se často opakovalo vysílání na Granada Plus , ITV3 a BBC 2. Zde běžela v letech 2003–2005 kompletní řada v sobotu odpoledne.
Série obsahující 41 epizod měla název The Adventures of Sherlock Holmes (1984–1985), ve 2. sérii pak název The Return of Sherlock Holmes (1986–1988), a v dalších Case-Book of Sherlock Holmes (1991–1993) a The Memoirs of Sherlock Holmes (1994). 36 epizod bylo 50minutových a dalších pět byly celovečerní speciály.